# آنتوان اردهارد مارتینلی
 آنتوان اردهارد مارتینلی (انگلیسی: Anton Erhard Martinelli؛ ۱۶۸۴ – ۱۵ سپتامبر ۱۷۴۷) یک معمار اهل اتریش بود.